# Achyrocalyx
Achyrocalyx là chi thực vật có hoa trong họ Ô rô.
Chi này được Raymond Benoist mô tả năm 1929 công bố năm 1930.

## Phân bố
Các loài trong chi là đặc hữu Madagascar.

## Các loài
- Achyrocalyx decaryi Benoist, 1930
- Achyrocalyx gossypinus Benoist, 1939
- Achyrocalyx pungens Benoist, 1945
- Achyrocalyx vicinus Benoist, 1939